# سانت بولتن
سانت بولتن أو سانكت بولتن (بالألمانية: Sankt Pölten) هي عاصمة وأكبر مدينة في ولاية النمسا السفلى الواقعة شمالي شرق البلاد. بحلول 1 يناير عام 2015 بلغ عدد سكان سانت بولتن 52,716 نسمة.

## الاقتصاد
في 15 مايو عام 2001 بلغ عدد الأفراد العاملين 40,041 شخص يعملون في 2,711 شركة في المدينة. 23 شركة من تلك الشركات كانت عبارة عن شركات على نطاق واسع لها أكثر من 200 موظف.

## المناخ
| البيانات المناخية لـسانت بولتن    | البيانات المناخية لـسانت بولتن | البيانات المناخية لـسانت بولتن | البيانات المناخية لـسانت بولتن | البيانات المناخية لـسانت بولتن | البيانات المناخية لـسانت بولتن | البيانات المناخية لـسانت بولتن | البيانات المناخية لـسانت بولتن | البيانات المناخية لـسانت بولتن | البيانات المناخية لـسانت بولتن | البيانات المناخية لـسانت بولتن | البيانات المناخية لـسانت بولتن | البيانات المناخية لـسانت بولتن | البيانات المناخية لـسانت بولتن |
| الشهر                             | يناير                          | فبراير                         | مارس                           | أبريل                          | مايو                           | يونيو                          | يوليو                          | أغسطس                          | سبتمبر                         | أكتوبر                         | نوفمبر                         | ديسمبر                         | المعدل السنوي                  |
| --------------------------------- | ------------------------------ | ------------------------------ | ------------------------------ | ------------------------------ | ------------------------------ | ------------------------------ | ------------------------------ | ------------------------------ | ------------------------------ | ------------------------------ | ------------------------------ | ------------------------------ | ------------------------------ |
| متوسط درجة الحرارة الكبرى °م (°ف) | 1.8 (35.2)                     | 4.0 (39.2)                     | 9.7 (49.5)                     | 9.7 (49.5)                     | 14.5 (58.1)                    | 20.3 (68.5)                    | 22.8 (73.0)                    | 25.0 (77.0)                    | 25.1 (77.2)                    | 20.1 (68.2)                    | 14.0 (57.2)                    | 6.5 (43.7)                     | 3.0 (37.4)                     |
| المتوسط اليومي °م (°ف)            | −1 (30)                        | 2 (36)                         | 4 (39)                         | 9 (48)                         | 13 (55)                        | 17 (63)                        | 18 (64)                        | 18 (64)                        | 14 (57)                        | 9 (48)                         | 3 (37)                         | 1 (34)                         | 8 (46)                         |
| متوسط درجة الحرارة الصغرى °م (°ف) | −3.3 (26.1)                    | −2.3 (27.9)                    | 1.1 (34.0)                     | 4.4 (39.9)                     | 9.2 (48.6)                     | 12.3 (54.1)                    | 14.1 (57.4)                    | 14.0 (57.2)                    | 10.6 (51.1)                    | 5.9 (42.6)                     | 1.3 (34.3)                     | −1.7 (28.9)                    | 5.5 (41.9)                     |
| الهطول مم (إنش)                   | 31 (1.2)                       | 35 (1.4)                       | 44 (1.7)                       | 55 (2.2)                       | 78 (3.1)                       | 94 (3.7)                       | 97 (3.8)                       | 82 (3.2)                       | 54 (2.1)                       | 40 (1.6)                       | 20 (0.8)                       | 44 (1.7)                       | 702 (27.6)                     |
| ساعات سطوع الشمس الشهرية          | 55.2                           | 87.4                           | 129.7                          | 168.8                          | 224.6                          | 221.9                          | 234.9                          | 232.5                          | 165.8                          | 118.3                          | 58.8                           | 45.4                           | 1٬743٫3                        |
| المصدر: Weatherbase               |                                |                                |                                |                                |                                |                                |                                |                                |                                |                                |                                |                                |                                |

## النقل
المحطة الرئيسية للمدينة هي St. Pölten Hauptbahnhof (المحطة المركزية لسانت بولتن).
سابقاً ما بين 1911 و1976 كان يوجد ترام في المدينة.
في فصل الصيف يتنقل قطار مجاني للسائحين في المناطق القديمة بالمدينة.

## توأمة
لسانت بولتن اتفاقيات توأمة مع كل من:
- برنو
- كليشي
- هايدنهايم
- كوراشيكي
- ووهان
- آق سراي
- ألتونا
- سيكشفهيرفار

## قراءة إضافية
- Klaus Nüchtern: Kleines Gulasch in St. Pölten (بالألمانية)

: ISBN 3-85439-306-7
- Thomas Karl: St. Pölten - Ein Wandel durch die Zeit (بالألمانية)

: ISBN 3-89702-641-4
- Otto Kapfinger, Michaela Steiner: St. Pölten neu (بالألمانية)

: ISBN 3-211-82954-7

## أعلام
- توماس شرينر
- فولفغانغ ديفيد
- جودت جانير
- بنجامين كارل
- هاينز فالك
- كارل ماك فون ليبريك
- هانز هيرمان غروير
- سيغفريد لودفيغ
- دانيال غران
- هنري كورنر

## وصلات خارجية
سانت بولتن - المكتب السياحي الوطني النمساوي (بالعربية)
- Official site of BG/BRG St.Pölten